# Tonnoiriella pulchra
Tonnoiriella pulchra är en tvåvingeart som först beskrevs av Eaton 1893.  Tonnoiriella pulchra ingår i släktet Tonnoiriella och familjen fjärilsmyggor. Inga underarter finns listade i Catalogue of Life.